# Zulma
Zulma is een schilderij van de Franse kunstschilder Henri Matisse.
Het is een gouache met collage van 238 x 130 cm. Het bevindt zich in Statens Museum for Kunst in Kopenhagen. Henri Matisse heeft het schilderij in 1950 gemaakt. Het beeldt een vrouw uit.